# Learc de Règion
Learc de Règion (grec antic: Λέαρχος, llatí: Learchus) va ser un artista i escultor grec al llindar entre el període mític i el període històric.
Hom el considera deixeble de Dèdal o de Dipè. Pausànias diu que va veure una estàtua de bronze seva a Esparta que representava Zeus, feta de peces separades de bronze treballades amb martell i unides amb claus les unes amb les altres. Pausànias afegeix que aquesta era l'estàtua més antiga feta amb bronze de totes les existents. Pertanyia a una època en què encara no es coneixia l'art de fondre el bronze en un motlle, però això no es correspon amb el fet que fos deixeble de Dipè i Escil·lis, ja que es diu que aquests artistes van iniciar l'escultura en marbre, un art que generalment s'admet que va començar després de la fosa del bronze. Els inventors de les estàtues de bronze, Roec i Teodor, se situen generalment a l'època de la primera Olimpíada, i Learc hauria d'haver florit abans, però si era deixeble de Dipè cal situar-lo uns 200 anys després.
En un passatge de Pausànias l'anomena Clearc i en un altre passatge anomena un Clearc de Rhègion que era mestre de Pitàgores de Règion i deixeble d'Èuquir de Corint. Aquest Clearc hauria viscut aproximadament l'any 500 aC, uns vuitanta anys abans que Dipè. Així doncs, hi hauria pogut haver dos escultors del mateix nom, un quan encara les estàtues eren de bronze i un altre, artista del marbre.